# North Belle Vernon, Pennsylvania
North Belle Vernon là một thị trấn thuộc quận Westmoreland, tiểu bang Pennsylvania, Hoa Kỳ. Năm 2010, dân số của thị trấn này là 1971 người.